# معادلة زكاي

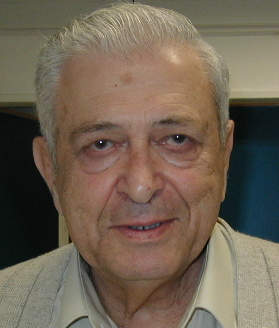

في نظرية التصفيات معادلة زكاي هي معادلة عشوائية خطية للتفاضل الجزئي لكثافة غير طبيعية لحالة خفية . ومن جهة أخرى فإن معادلة كوشنر هي معادلة عشوائية غير خطية للتفاضل الجزئي لكثافه طبيعية لحالة خفية .تطبيق هذه المعادلة في مواقف هندسية محددة قد يكون مشكلة، لأن هذه المعادلة معقدة للغاية . فهي مؤشر على العشوائية . وقد سميت على اسم موشية زكاي.

## نظرة عامة
[بحاجة لشرح]
- نفرض أن حالة النظام تطور وفقا للعلاقة التالية :

{\displaystyle dx=f(x,t)dt+dw}
- وقياس الضوضاء الناتج من حالة النظام متاح من العلاقة التالية :

{\displaystyle dz=h(x,t)dt+dv}
- حيث dw,dv هما معاملات وينر، فتكون كثافة الحالة غير الطبيعية في الوقت T هي

{\displaystyle dp=L(p)dt+ph^{T}dz}
- where the operator {\displaystyle L=-\sum {\frac {\partial (f_{i}p)}{\partial x_{i}}}+{\frac {1}{2}}\sum {\frac {\partial ^{2}p}{\partial x_{i}\partial x_{j}}}}
[بحاجة لمُعرِّف الكتاب]